# دیولا کلنر

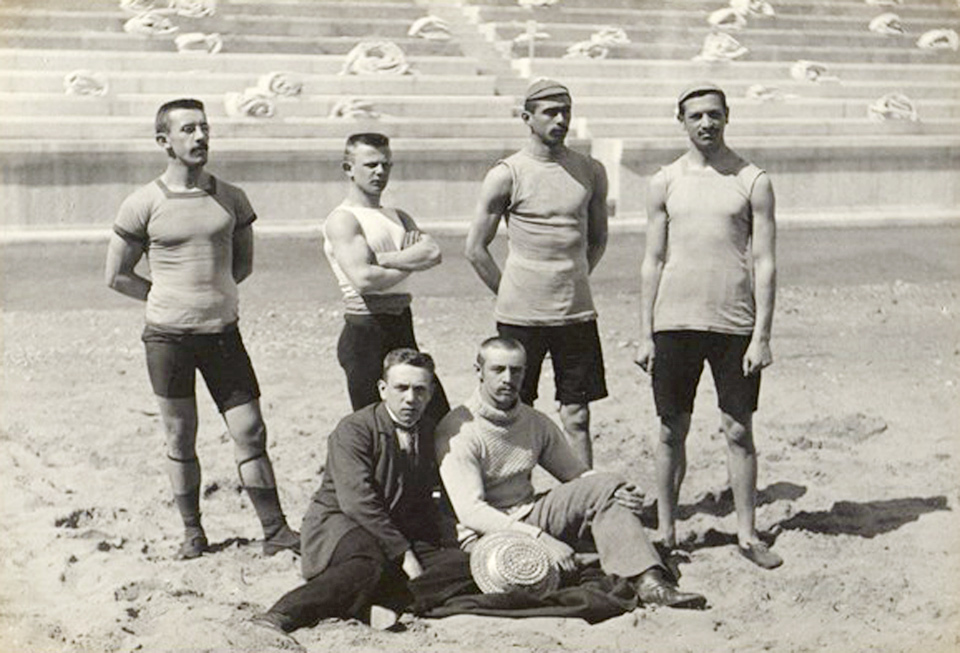
دیولا کلنر - المپیک تابستانی ۱۸۹۶

دیولا کلنر (مجاری: Gyula Kellner؛ ۱۱ آوریل ۱۸۷۱ – ۲۸ ژوئیهٔ ۱۹۴۰) یک دونده ماراتن و دونده دو استقامت اهل مجارستان بود. از افتخارات وی میتوان به کسب مدال برنز دو ماراتن در بازی‌های المپیک تابستانی ۱۸۹۶ اشاره کرد.